# فتحي صفوت قيردار
فتحي صفوت قيردار (1896 - 1966) رسّام ونحات عراقي. من أهل كركوك ينتمي إلى أسرة قيردار المعروفة. انتقل أبوه في 1905 إلى بغداد فدرس في المدرسة الرشدية العسكرية ومارس التعليم في مدارسها. خدم في الجيش العثماني في أيام الحرب العالمية‌ الأولى وأسِر في فلسطين. أتم دراسته العليا في دار المعلمين بأسطنبول وعيّن بعد تخرجه مدرساً للرسم فيها ثم في العراق من 1927 حتى 1961. من تلامذه فائق حسن وعطا صبري وحافظ الدروبي وجواد سليم. توفي في أسطنبول. 

## سيرته
ولد فتحي صفوت قيردار في كركوك سنة 1896 / 1314 هـ وهو ينتمي إلى أسرة قيردار المعروفة فيها. كان والده محمد سعيد جلبي من كبار تجار كركوك ثم انتقل بعائلته إلى بغداد سنة 1905. درس فتحي في المدرسة الرشدية العسكرية ومارس التعليم في مدارس بغداد، ولما نشبت الحرب العامة دعي إلى الخدمة الإلزامية ومنح رتبة ملازم احتياط، وحارب في الجيش العثماني في ساحة فلسطين حتی أسرته القوات البريطانية واعتقلته في مدينة طولكرم الفلسطينية، وثم في سيدي بشر بالإسكندرية.

وبعد أنتهی الحرب انتقل إلى اسطنبول وأتم دراسته العليا في دار المعلمين وكان مديرها ساطع الحصري وعيّن بعد تخرجه مدرساً للرسم في مدارس العاصمة التركية، واشترك في دورات لأساتذة الرسم والنحت بإشراف اخصائيين ألمان. ولما تولى ساطع الحصري إدارة المعارف العراقية تذكر تلميذه القديم فتحي صفوة فاستدعاء للقدوم إلى بغداد وعينه مدرساً للرسم والاشغال اليدوية بما فيها النحت في دار المعلمين الابتدائية في أول ايلول 1927، فقضى 34 سنة في تلك الدار حتی اعتزل الخدمة سنة 1961. وقد ربّي في دار المعلمين وفي بعض المدارس الثانوية والمهنية التي دعي إلى القاء دروس إضافية فيها أجيالاً من الرسامين والنحاتين برزوا في العراق. ورشّح بعضهم لإكمال دراستهم الفنية في بريطانيا وفرنسا وإيطاليا ومنهم فائق حسن وعطا صبري وحافظ الدروبي وجواد سليم وغيرهم.

## جوائز
واشترك فتحي صفوت في الجناج الخاص بالفنانين في المعرض الصناعي الزراعي الذي أقيم في بغداد سنة 1931 فمنح الجائزة الأولی والوسام الذهبي لأحسن عمل تشكيلي.

## أعماله
عمل فتحي صفوت تماثيل نصفية للملك فيصل الأول وجميل صدقي الزهاوي والملك غازي وعلي مظلوم وغيرهم. أما في الرسم فكان يميل للرسم بالألوان المائية، لكنه شجع تلاميذه علی الرسم بكافة أنواعه. وكان من أبرز تلاميذه في النحت محمد غني.

## وفاته
وقد سافر إلى اسطنبول للاصطياف فتوفي فيها في تموز 1966 / الربيع الثاني 1386 هـ. 